# ایزابل الیزابت اسمیت

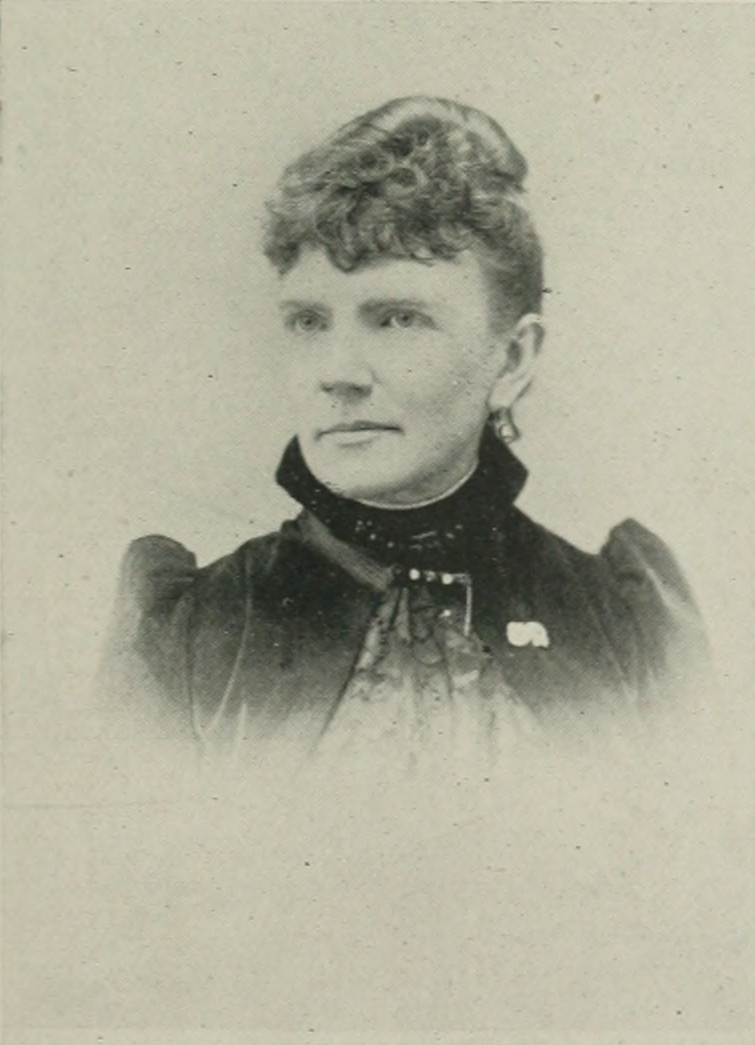
ایزابل الیزابت اسمیت

ایزابل الیزابت اسمیت (به انگلیسی: Isabel Elizabet Smith) (زاده ۱۸۴۳–درگذشته ۱۹۳۸) یک هنرمند آمریکایی بود که بیشتر به نقاشی و آموزش مینیاتور شهرت داشت.

## اوایل زندگی
ایزابل الیزابت اسمیت در سال ۱۸۴۳ در شهرستان کلرمونت، اوهایو به دنیا آمد. او از نژاد اسکاتلندی بود. پدرش الکساندر اسمیت در پرتشایر اسکاتلند به دنیا آمد. وی در سال ۱۸۲۰ وارد ایالات متحده شد و ساکن شهرستان بلمون، اوهایو شد. همسرش راشل مک کلین نام داشت. آنها دارای سه فرزند (یک پسر و دو دختر) بودند. پدرش مردی اشراف زاده، عاشق هنر و خیرخواه بود. مادرش زنی با ذکاوت که کارهای مهربانانه انجام می‌داد.

## زندگی شخصی
در سال ۱۸۹۵ با اف. کارل اسمیت (۱۹۵۵–۱۸۶۷)، دریانورد و نقاش سبک واقع‌گرایی ازدواج کرد. این زوج چندین سال در پاریس کار و تحصیل کردند و سپس در شهر نیویورک ادامه تحصیل دادند و سرانجام در سال ۱۹۰۲ در واشینگتن دی سی ساکن شدند. در سال ۱۹۱۷ آنها به پاسادنا، کالیفرنیا نقل مکان کردند.
الیزابت اسمیت در سال ۱۹۳۸ درگذشت.